# Guacata
Guacata, pleme američkih Indijanaca nastanjeno u području jezera Okeechobee (Mayaimi) i na ili blizu rijeke Saint Lucie u današnjim okruzima Saint Lucie i Palm Beach na Floridi. Guacate su bili susjedi Mayaimija, a prvi ih spominje Fontaneda (preveo 1854. Buckingham Smith kao Fontaneda's Memoir), koji se u svojoj 13 godini 1549/50, nasukao na floridskoj obali i živio 13 godina među Calusa Indijancima. U povijesti se javljaju tijekom 16. i 17 stoljeća vodeći borbe protiv Španjolaca. Kao nezavisno pleme održali su se do 1699, nakon čega su se uskoro pomiješali s ostalim plemenima s obale, koja će 1763. migrirati na Kubu.
Guacata Indijanci jezično su bili srodni plemenima južne Floride koja su govorili taino jezicima, porodica Arawakan.